# 埃爾內鄉
46°36′0″N 24°39′0″E / 46.60000°N 24.65000°E
埃爾內鄉（羅馬尼亞語：Comuna Ernei, Mureș），是羅馬尼亞的鄉份，位於該國中部，由穆列什縣負責管轄，面積67平方公里，海拔高度334米，2007年人口5,467，人口密度每平方公里82人。